# Хлебодаровка (Благоварский район)
Хлебода́ровка (баш. Хлебодаровка) — деревня в Благоварском районе Республики Башкортостан Российской Федерации. Входит в состав Языковского сельсовета. 

## География

### Географическое положение
Находится на левом берегу реки Кармасан.
Расстояние до:
- районного центра (Языково): 4 км,
- центра сельсовета (Языково): 4 км,
- ближайшей ж/д станции (Благовар): 18 км.

## Население
| 2002 | 2009 | 2010 |
| ---- | ---- | ---- |
| 53   | ↘50  | ↗51  |

### Национальный состав
Согласно переписи 2002 года, преобладающие национальности — русские (53 %), башкиры (36 %).